# Blend Records
Blend Records – nieistniejąca już, polska wytwórnia płytowa z siedzibą we Wrocławiu założona przez Marka "Pro" Gluzińskiego i Marcina Cichego. Wydawała głównie albumy z gatunku hip-hop, rap. Wytwórnia wydała pierwsze płyty takich artystów i zespołów jak np. Grammatik, Echo, Fenomen, Donguralesko, Beat Squad, K.A.S.T.A..
Wytwórnia miała w 2002 roku wydać płytę grupy Afront Już takich nie robią, jednak kontrakt z Blendem został rozwiązany i płyta nie została wypuszczona na rynek.
W wywiadzie dla portalu Hip-hop.pl, na pytanie o zakończenie działalności wytwórni jej założyciel odpowiedział: "Udało mi się ułożyć tak życie, żeby zarabiać gdzie indziej, więc przestałem widzieć potrzebę wydawania płyt dla kasy.". Jej twórca wraz z dwiema innymi osobami założył nową wytwórnię o nazwie "Qulturap", która ma promować przede wszystkim artystów, którzy "przełamują schematy".